# Urothemis bisignata
Urothemis bisignata är en trollsländeart. Urothemis bisignata ingår i släktet Urothemis och familjen segeltrollsländor.

## Underarter
Arten delas in i följande underarter:
- U. b. bisignata
- U. b. consignata